# マックス・ヘッドルーム事件
マックス・ヘッドルーム事件（英:Max Headroom signal hijacking）は、1987年11月22日、アメリカ合衆国・イリノイ州シカゴ一帯で発生したテレビ放送の電波ジャック。テレビ業界での「放送信号割り込み」の一例として知られている。
CGキャラクター・マックス・ヘッドルームに扮した侵入者は3時間のうちに放送信号割り込みを成功させた。発生から36年以上経つ現在も未解決事件となっている。

## WGN-TV（シカゴ9ch）での電波ジャック
最初の放送信号割り込みは独立局のWGN-TV（シカゴ9ch）のゴールデンタイムの生放送ニュース番組で発生した。シカゴ・ベアーズが、本拠地でデトロイト・ライオンズに30対10で勝利したというニュースをスポーツコーナーで報じている途中で、画面が15秒間真っ暗になった。画面が戻るとマックス・ヘッドルームを模したマスクにサングラスを着けた男が現れ、周囲を歩き回ったり、飛び跳ねるなどした。彼の後ろにある動く波打った金属板はマックス・ヘッドルームのテレビと映画シリーズの背景映像で使われたエフェクトを模したもので、音声はガヤガヤした音と振動する音だけだった。この電波ジャックは、WGNの技術者たちがSTLの周波数をジョン・ハンコック・センターの送信機に切り替えたことにより解決した。
この事件は、スポーツ解説者のダン・ローンを呆然とさせ、彼は「えーっと、視聴者の皆様は何がおこったのかと思っていらっしゃるかもしれませんが、それは私も同じですよ」とつぶやいた。彼は事件が発生する前に話していた内容を繰返すこともできなかった。

## WTTW（シカゴ11ch）での電波ジャック
事件当日の夜中の23時45分（中部標準時）頃、『ドクター・フー』シリーズ中からの一話「ホラー オブ ファン ロック」の放送中に、PBS（公共放送サービス）に加盟する放送局WTTW（シカゴ11ch）の放送が、シカゴ9chの事件と同じ人物にジャックされた。このときの音声はゆがんでいてパチパチした音だった。
『ドクター・フー』の放送はこの電波ジャックによって妨害され、そのあとにマックス・ヘッドルームを模したマスクとサングラスを着けた正体不明の男が画面に現れた。マスクの男はWGN-TVの有力者チャック・スワースキー（スポーツ解説者）について、「俺はヤツ（チャック・スワースキーのこと）より優れてるぜ。」と述べ、スワースキーに電話をかける素振りをして、「この頭のおかしいリベラル野郎め。」と言い放った。そのあと、男は唸り、叫んで、笑い始めた後、笑いながら不特定多数の単語を言い続けた。例えば、ニューコークの売り文句「流れに乗ろう」（Catch the Wave）を、ペプシの缶を手に握りつつ言った。次にその缶を投げ捨てて、カメラに対して前のめりになり、性具を着けた中指を立ててファックサインをして見せたが、一部は見切れていた。男はペプシの缶を再び拾い、ソウルグループ「テンプテーションズ」の楽曲『アイム ルージング ユー』を歌い、指に着けた性具を取り外した。続いて、テレビアニメ『クラッチ・カーゴ』のテーマソングを口ずさみ、一旦やめて、「俺にはまだXが見える」（I still see the X））と言った。腸にガスが溜まるかのような音が聞こえたあと、彼は悲痛に唸り始め、自分のいぼ痔について訴え始めた。続いて、マスクの男は、彼が「『最も偉大な新聞』を読んでいるすべてのマヌケにとって最大の傑作を創造した。」と述べた。続いて、彼は当時、マイケル・ジャクソンが着用していたものに類似した手袋を掲げて、「俺の兄弟は違うほうを着けてるんだけどね。」と言った。その手袋を着用すると、「でもこれ（手袋）汚いんだよ!血のりが付いたみたいにな!」と言い放ち、手袋を投げ捨てた。
画像は突然カットされ、そこにはマスクの男の胴が映し出された。画面には彼の尻が晒されており、今まで被っていたマスクを脱いで、マスクの口に前述の性具を着け、それらをカメラに向けつつ、「奴らは俺をパクリに（逮捕しに）来るぜ!」と叫んだ。正体不明のメイド服を着た女性が、「身をかがめなさい。この間抜け男!」とマスクの男に言った。その女性は蠅叩きでマスクの男の尻を叩いた、それにしたがって男もより大きな声で悶絶した。この放送信号割り込みは、90秒にわたって行われ、放送中だった『ドクター・フー』に画面が戻る前の数秒前は、画面が真っ暗になった。
WTTWは、ウィリス・タワーの頂上に送信機を構えていたが、事件当時タワーに勤務していた技術者がいなかったため、電波ジャックを止めることはできなかった。WTTWのスポークスマンのアンダース・ユコムによれば、放送局本部から放送をモニタリングする技術者は「適切な対処を施行しようとした」が、「できなかった」と語った。彼は「我々が何が発生しているのかを見ようとしたとき、それはすでに終わっていた。」とシカゴ・トリビューンで述べている。WTTWは、事件発生時の放送を、『ドクター・フー』のファンの協力で、ファンが録画していた録画テープを入手した。

## 世間の反響
WTTWとWGN-TVは、事件発生時の19か月前にキャプテン・ミッドナイト事件が発生したHBO（アメリカの放送局）に肩を並べた。マックス・ヘッドルーム事件はアメリカ中の速報（ヘッドライン）を賑わせ、次の日のCBSの朝のニュースで報じられた。事件発生中、WTTWのもとには、何が起きたのかを不安に思った視聴者からの問い合わせが殺到した。
事件発生からそれほど時間が経たないころ、WMAQ-TVはマックス・ヘッドルーム事件の映像を、ユーモラスにマーク・ギアングレコによるスポーツハイライトの最中に挿入した。「たくさんの人々が、『電波ジャッカーが我々の放送に割り込んでくるなんて、これは現実なのか?』と思った。我々はそれについて大量の問い合わせを受けたね。」とギアングレコは述べた。
この事件の最も有名なパロディの一つにテレビアニメのトークショー番組『スペースゴースト・コースト・トゥー・コースト』があり、事件の映像がいくつかの話に挿入されている。そのうちの一つは、モルター（アニメの登場人物）が次のゲストをスペースゴーストに会わせるために送信を切り替えるとき、マックス・ヘッドルーム事件の犯人のバネ人形がモルターのそばを通ることである。